# Rémismond
Rémismond (en galicien Remismundo) était le roi du royaume suève de 459 à 469. Il était le fils et le successeur de Maldras.

## Biographie
Tout d'abord, il règne sur le sud du royaume. Il est détrôné par Frumaire, autre roi suève, et il est opposé dans le nord à Réchimond.
Il se bat pour son trône jusqu'en 463, date à laquelle meurent ses deux concurrents ci-dessus. Il est alors reconnu Roi de tous les Suèves. Les Wisigoths le reconnaissent comme tel en 464.
Il se marie à une princesse wisigothe, la fille de Théodoric II. Il se convertit à l'arianisme en 465. En 467, après l'assassinat de Théodoric, il annexe Conímbriga. En 468, il occupe Lisbonne, domine Coimbra, Egitânia et la plus grande partie de la Lusitanie.
Après sa mort en 469, il s'ensuit une période obscure, de laquelle il reste peu d'informations.

### Sources
- (en) Cet article est partiellement ou en totalité issu de l’article de Wikipédia en anglais intitulé « Remismund » (voir la liste des auteurs).